# Edward H. Reichard
Edward H. Reichard (* 21. Februar 1912 im US-Bundesstaat New Jersey; † 28. April 1988 in Studio City) war ein US-amerikanischer Film- und Tontechniker, der siebenmal mit einem Oscar für Technische Verdienste geehrt wurde, eine Auszeichnung die herausragende Leistungen auf dem Gebiet der Verbesserung technischer Geräte und Methoden in der Filmwirtschaft würdigt.

## Leben
1957 wurde Reichard erstmals für einen Oscar nominiert, und zwar in der Kategorie „Technische Verdienste“. Ihm wurde die Auszeichnung zusammen mit Ted Hirsch und Carl W. Hauge zugesprochen für einen automatischen Szenenzähler für Laborprojektionsräume („for an automatic scene counter for laboratory projection rooms“).
Seine nächste Oscarnominierung erfolgte 1961 in der Kategorie Technical Achievement Award, wo er wiederum zusammen mit Carl W. Hauge nominiert war, der dritte im Bunde war Robert Grubel. Das Trio erhielt den Oscar „für die Entwicklung eines automatischen Entwickler-Nachfüllsystems“ („for the development of an automatic developer replenisher system“).
Im Jahr 1965 erhielt Reichard den Technik-Oscar zusammen mit Carl W. Hauge, Sidney P. Solow und Job Sanderson „für das Design eines Proximity Cue Detectors und seine Anwendung auf Filmdruckern“ („for the design of a Proximity Cue Detector and its application to motion picture printers“). Auf derselben Veranstaltung erhielt er zusammen mit Hauge und Leonard L. Sokolow eine weitere Auszeichnung, den Scientific and Engineering Award, der für Leistungen in der Entwicklung, Erforschung und Fertigung von Filmoptiken verliehen wird, „für den Entwurf und die Anwendung eines stroboskopischen Szenenprüfgerätes für Farb- und Schwarzweißfilme in der Filmlaborpraxis“ („for the design and application to motion picture laboratory practice of a Stroboscopic Scene Tester for color and black-and-white film“). 
Einen weiteren Oscar für technische Verdienste erhielt Reichard 1969 erneut zusammen mit Carl W. Hauge, E. Michael Meahl und Roy J. Ridenour „für die Entwicklung einer automatischen Belichtungssteuerung für Druckmaschinenlampen“ („for engineering an automatic exposure control for printing-machine lamps“).
1971 wurde Reichard zusammen mit Leonard L. Sokolow, beide von Consolidated Film Industries, für die Konzeption und Technik der Color-Korrektur-Drucker für bewegte Bilder ausgezeichnet.
Seine letzte Oscar-Auszeichnung konnte Reichard 1973 zusammen mit Howard T. LaZare von Consolidated Film Industries und Edward Efron von IBM für die Technik eines EDV-Lichtventilüberwachungssystems für Filmdruck entgegennehmen.
Reichard war verheiratet mit Alice, 1939 wurde ihnen eine Tochter geboren. 1988 starb Edward H. Reichard an seinem letzten Wohnsitz in Studio City in Kalifornien im Los Angeles County. Beigesetzt wurde er im Forest Lawn Memorial Park in den Hollywood Hills.

## Auszeichnungen
Erklärung: Klasse III bedeutet, der Preisträger erhält keine Oscar-Statuette wie in Class I und auch keine Oscar Plakette wie in Class II, sondern ein Zertifikat.
- 1957: Auszeichnung Oscar, Class III
- 1961: Auszeichnung Oscar, Class II
- 1965: Auszeichnung Oscar, Class III (zwei Zertifikate in zwei verschiedenen Kategorien)
- 1969: Auszeichnung Oscar, Class III
- 1971: Auszeichnung Oscar, Class II
- 1973: Auszeichnung Oscar, Class II